# Joel Abu Hanna
Joel Abu Hanna (ur. 22 stycznia 1998 w Troisdorfie) – izraelski piłkarz niemieckiego pochodzenia, występujący na pozycji obrońcy. 
Wychowanek Bayeru Leverkusen, w trakcie swojej kariery grał także w takich zespołach jak 1. FC Kaiserslautern, 1. FC Magdeburg, Fortuna Köln, Zoria Ługańsk, w latach 2021–2023 Legia Warszawa, w 2023 Lechia Gdańsk, od 2023 w Maccabi Netanja. Młodzieżowy reprezentant Niemiec, w 2020 zadebiutował w reprezentacji Izraela.